# Casa di Barcellona

Stemma della Casa di Barcellona

La Casa di Barcellona fu un'antica dinastia sovrana e reale Europea, originatasi alla fine del IX secolo in Catalogna nell'omonima contea, che governò assieme ad altre contee catalane e francesi (esempio Provenza). A seguito dell'unione dinastica avvenuta nel XII secolo con la famiglia Jiménez, governante del Regno d'Aragona, che vi confluì, assunse il nome di Casa d'Aragona ma mantenne il suo stemma d'oro a quattro pali di rosso. La famiglia regnò per molteplici secoli la Contea di Barcellona, la Provenza e tutti gli stati unificati sotto la Corona d'Aragona.

## Storia

### Origini

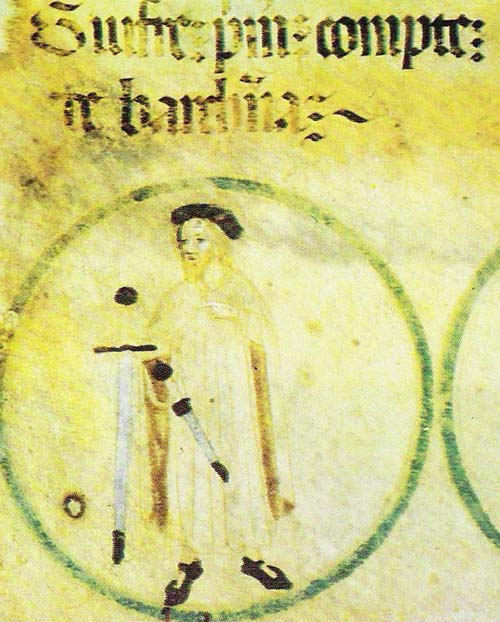
Goffredo il Villoso;
(Monastero di Santa Maria di Poblet, 1400);

La fondazione della dinastia viene attribuita ad un Goffredo il Villoso, conte di Urgell e di Cerdagna († 897), nobile e militare di origine germanica, figlio di Sunifredo, che ricoprì la carica elettiva di Conte di Barcellona (844-848). Con diploma datogli il 9 settembre 878 dall'imperatore Ludovico il Balbo, a Goffredo fu assegnata in feudo la Contea di Barcellona, fino a prima governata da Bernardo di Gotia, che ribelle all'imperatore Carlo il Calvo, gli venne tolta la carica di Conte di Barcellona.

### Ascesa
Primo conte-feudatario di Barcellona, il Villoso fu investito anche del titolo di Conte di Girona, e la Contea di Barcellona gli sarebbe già stata donata nell'873 da Carlo il Calvo, il quale gli concedette l'arma a quattro barre di rosso sul campo d'oro, dopo averlo servito nelle guerre contro i Saraceni, in cui riportò gravi ferite che gli impedirono di partecipare alle guerre contro i Normanni. Lo stemma venne utilizzato come simbolo del casato da lui e dai suoi discendenti.

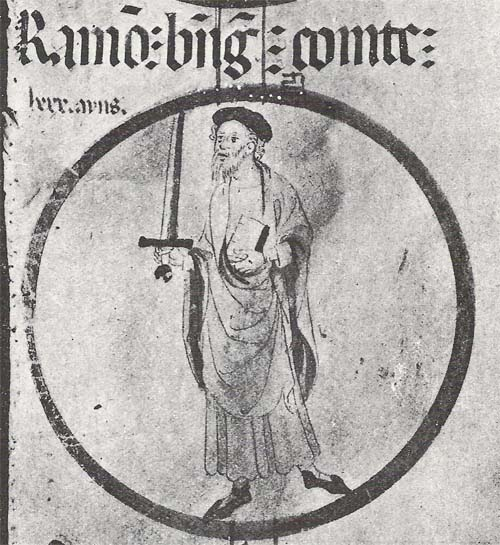
Raimondo Berengario I di Barcellona;
(Monastero di Santa Maria di Poblet, 1400);

Nell'897, a Goffredo, morto in battaglia contro i musulmani, succedette il figlio Goffredo Borrell († 911), con il quale la Contea di Barcellona si separò dal dominio dei sovrani carolingi, trasformandosi così da stato feudale a stato indipendente. Con il conte Raimondo Berengario I (1023-1076), avvenne l'espansione territoriale della Contea, con la conquista di territori dell'al-Andalus, proseguita anche con i figli Raimondo Berengario II (1054-1082) e Berengario Raimondo (1054-1097), e soprattutto col nipote Raimondo Berengario III (1082-1131).

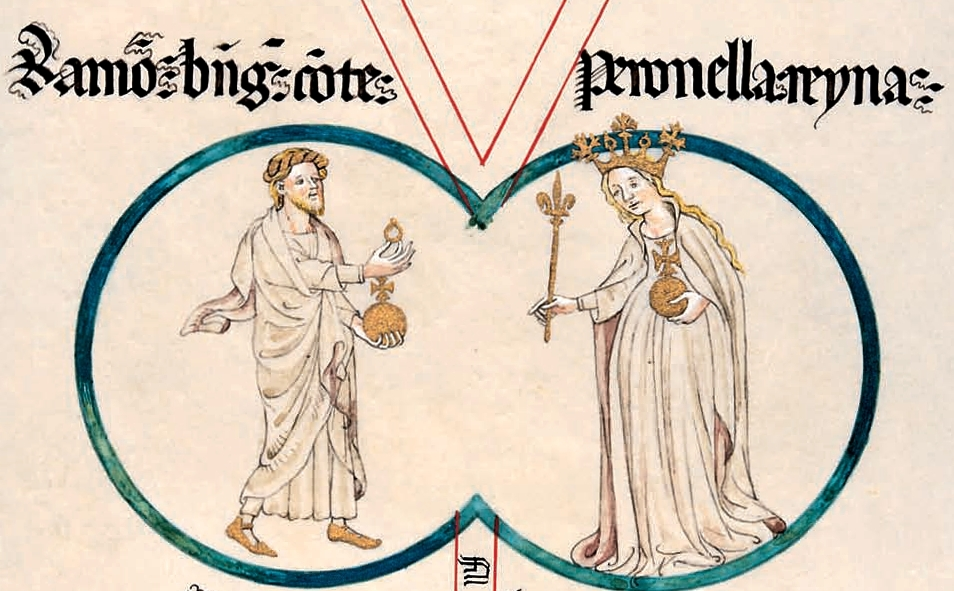
Raimondo Berengario IV di Barcellona con la moglie Petronilla;
(Monastero di Santa Maria di Poblet, 1400);

Tutte le contee catalane furono appannaggio della Casa di Barcellona, tanto da poter considerare la Catalogna come un'unica entità politica e, nel 1137, quando fu stipulato il contratto di matrimonio con Petronilla di Aragona, figlia del re Ramiro II, il conte Raimondo Berengario IV (1113-1162) assunse il titolo di Principe d'Aragona e delle contee catalane.

### Unione con la Corona d'Aragona

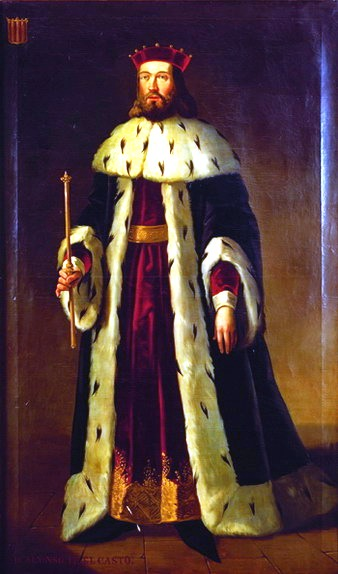
Ritratto di Alfonso II d'Aragona di Manuel Aguirre y Monsalbe

L'unione dinastica con il Regno d'Aragona portò alla creazione della Corona d'Aragona, e con Raimondo Berengario V, figlio omonimo del precedente e della regina Petronilla, che nel 1164 assunse il nome di Alfonso II d'Aragona avendo succeduto alla madre nel trono del regno aragonese, il casato assunse la denominazione di Casa d'Aragona. I rami cadetti della Casa d'Aragona ebbero in dote alcune contee catalane (come la Contea di Urgell, quella di Osona o il Ducato di Gandia) e i territori acquisiti dalla casata nel corso degli anni, come la Contea di Provenza, il Regno di Maiorca, la Sardegna e la Sicilia.

### Estinzione

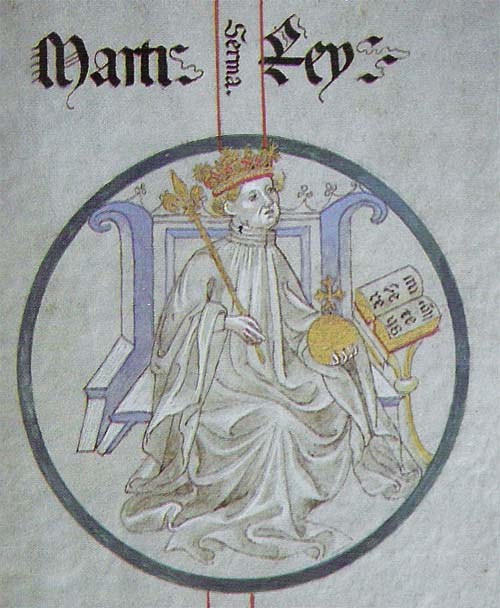
Martino I d'Aragona;
(Monastero di Santa Maria di Poblet, 1400)

La Casa d'Aragona si estinse, nel suo ramo principale derivato dai Conti di Barcellona, con la morte di Martino I il Vecchio, nel 1410 e dopo il Compromesso di Caspe, del 1412, la Corona d'Aragona passò alla castigliana Casa di Trastámara, con Ferdinando I d'Antequera, che discendeva dalla Casa di Barcellona per linea femminile, in quanto la madre, Eleonora d'Aragona era la figlia del re Pietro IV il Cerimonioso.

## Genealogia
|                 |                                 |                                 |                                                                                            |                                                                                            |                                                                            |                                                                                  | | | |                                                     | | |                                        |                                                                               |                                                                               |                                                                             |                                 |                                                                                         |                                                                                         |                                                            |                                                |                                                |                                             |                                             |                  |                  |            |            |                                      |                                      |
|                 |                                 |                                 |                                                                                            |                                                                                            |                                                                            |                                                                                  | | | |                                                     | | |                                        | Goffredo, XI conte di Barcellona (840-897) Guinidilda d'Empúries              |                                                                               |                                                                             |                                 |                                                                                         |                                                                                         |                                                            |                                                |                                                |                                             |                                             |                  |                  |            |            |                                      |                                      |
|                 |                                 |                                 |                                                                                            |                                                                                            |                                                                            |                                                                                  | | | |                                                     | | |                                        |                                                                               |                                                                               |                                                                             |                                 |                                                                                         |                                                                                         |                                                            |                                                |                                                |                                             |                                             |                  |                  |            |            |                                      |                                      |
|                 |                                 |                                 |                                                                                            |                                                                                            |                                                                            |                                                                                  | | | |                                                     | | |                                        |                                                                               |                                                                               |                                                                             |                                 |                                                                                         |                                                                                         |                                                            |                                                |                                                |                                             |                                             |                  |                  |            |            |                                      |                                      |
| Rodolfo († 940) | Rodolfo († 940)                 | Sunifredo († 924)               | Sunifredo († 924)                                                                          | Oliva († 947) Eilo                                                                         | Oliva († 947) Eilo                                                         | Goffredo Borrell, XII conte di Barcellona († 911) Guinidilda d'Empúries          | Goffredo Borrell, XII conte di Barcellona († 911) Guinidilda d'Empúries                                                         | | |                                                     | | |                                        |                                                                               | Sunyer, XIII conte di Barcellona († 954) I Aimilda, II Riquilda di Rouergue   | Sunyer, XIII conte di Barcellona († 954) I Aimilda, II Riquilda di Rouergue | Miró, conte di Cerdagna († 927) | Miró, conte di Cerdagna († 927)                                                         | Sunifredo, conte di Urgell († 948)                                                      | Sunifredo, conte di Urgell († 948)                         | Emma († 942)                                   | Emma († 942)                                   | Xixilona († 945)                            | Xixilona († 945)                            | Richilda († 921) | Richilda († 921) | Ermessenda | Ermessenda | Guinidilda Raimondo, conte di Tolosa | Guinidilda Raimondo, conte di Tolosa |
|                 |                                 |                                 |                                                                                            |                                                                                            |                                                                            |                                                                                  | | | |                                                     | | |                                        |                                                                               |                                                                               |                                                                             |                                 |                                                                                         |                                                                                         |                                                            |                                                |                                                |                                             |                                             |                  |                  |            |            |                                      |                                      |
|                 |                                 |                                 |                                                                                            |                                                                                            |                                                                            |                                                                                  | | | |                                                     | | |                                        |                                                                               |                                                                               |                                                                             |                                 |                                                                                         |                                                                                         |                                                            |                                                |                                                |                                             |                                             |                  |                  |            |            |                                      |                                      |
|                 |                                 |                                 |                                                                                            |                                                                                            |                                                                            | Riquilda Oddone, visconte di Narbona                                             | Riquilda Oddone, visconte di Narbona                                                                                            | II Ermengol, conte di Osona | II Ermengol, conte di Osona                                                                                                  | II Mirò, XIV conte di Barcellona († 966) ?          | II Mirò, XIV conte di Barcellona († 966) ?                                                                  | |                                        |                                                                               |                                                                               |                                                                             |                                 | II Borrell, XV conte di Barcellona († 993) I Letgarda di Tolosa, II Eimeruda d'Alvernia | II Borrell, XV conte di Barcellona († 993) I Letgarda di Tolosa, II Eimeruda d'Alvernia | II Adelaide                                                | II Adelaide                                    | II Goffredo († 986)                            | II Goffredo († 986)                         |                                             |                  |                  |            |            |                                      |                                      |
|                 |                                 |                                 |                                                                                            |                                                                                            |                                                                            |                                                                                  | | | |                                                     | | |                                        |                                                                               |                                                                               |                                                                             |                                 |                                                                                         |                                                                                         |                                                            |                                                |                                                |                                             |                                             |                  |                  |            |            |                                      |                                      |
|                 |                                 |                                 |                                                                                            |                                                                                            |                                                                            |                                                                                  | | | |                                                     | | |                                        |                                                                               |                                                                               |                                                                             |                                 |                                                                                         |                                                                                         |                                                            |                                                |                                                |                                             |                                             |                  |                  |            |            |                                      |                                      |
|                 |                                 |                                 |                                                                                            |                                                                                            |                                                                            |                                                                                  | | Raimondo, conte di Urgell | Raimondo, conte di Urgell | Borrell, conte di Urgell                            | Borrell, conte di Urgell                                                                                    | Sunyer, conte di Urgell                                                                                     | Sunyer, conte di Urgell                | I Raimondo Borrell, XVI conte di Barcellona († 1017) Ermesinda di Carcassonne | I Raimondo Borrell, XVI conte di Barcellona († 1017) Ermesinda di Carcassonne |                                                                             |                                 |                                                                                         | I Ermengol, conte di Urgell († 1010) Teutberga di Provenza                              | I Ermengol, conte di Urgell († 1010) Teutberga di Provenza | I Ermengarda Geriberto, visconte di Barcellona | I Ermengarda Geriberto, visconte di Barcellona | I Richilda Udalardo, visconte di Barcellona | I Richilda Udalardo, visconte di Barcellona |                  |                  |            |            |                                      |                                      |
|                 |                                 |                                 |                                                                                            |                                                                                            |                                                                            |                                                                                  | | | |                                                     | | |                                        |                                                                               |                                                                               |                                                                             |                                 |                                                                                         |                                                                                         |                                                            |                                                |                                                |                                             |                                             |                  |                  |            |            |                                      |                                      |
|                 |                                 |                                 |                                                                                            |                                                                                            |                                                                            |                                                                                  | | | |                                                     | | |                                        |                                                                               |                                                                               |                                                                             |                                 |                                                                                         |                                                                                         |                                                            |                                                |                                                |                                             |                                             |                  |                  |            |            |                                      |                                      |
|                 |                                 |                                 |                                                                                            |                                                                                            |                                                                            |                                                                                  | | | |                                                     | Berengario Raimondo, XVII conte di Barcellona (1000-1035) I Sancha Sánchez di Castiglia, II Guisla de Lluça | Berengario Raimondo, XVII conte di Barcellona (1000-1035) I Sancha Sánchez di Castiglia, II Guisla de Lluça | Borrell Raimondo († 1034)              | Borrell Raimondo († 1034)                                                     | Adelaide Ruggero di Tosny                                                     | Adelaide Ruggero di Tosny                                                   | Stefania                        | Stefania                                                                                | (con discendenza)                                                                       | (con discendenza)                                          |                                                |                                                |                                             |                                             |                  |                  |            |            |                                      |                                      |
|                 |                                 |                                 |                                                                                            |                                                                                            |                                                                            |                                                                                  | | | |                                                     | | |                                        |                                                                               |                                                                               |                                                                             |                                 |                                                                                         |                                                                                         |                                                            |                                                |                                                |                                             |                                             |                  |                  |            |            |                                      |                                      |
|                 |                                 |                                 |                                                                                            |                                                                                            |                                                                            |                                                                                  | | | |                                                     | | |                                        |                                                                               |                                                                               |                                                                             |                                 |                                                                                         |                                                                                         |                                                            |                                                |                                                |                                             |                                             |                  |                  |            |            |                                      |                                      |
|                 |                                 |                                 |                                                                                            |                                                                                            |                                                                            |                                                                                  | I Raimondo Berengario, XVIII conte di Barcellona (1023-1076) I Isabella d'Albi, II Bianca di Provenza, III Almodis de La Marche | I Raimondo Berengario, XVIII conte di Barcellona (1023-1076) I Isabella d'Albi, II Bianca di Provenza, III Almodis de La Marche | I Sancho, conte di Penedès († 1058)                                                                                          | I Sancho, conte di Penedès († 1058)                 | II Guglielmo, conte d'Osona                                                                                 | II Guglielmo, conte d'Osona                                                                                 | II Bernardo Berengario                 | II Bernardo Berengario                                                        | II Sibilla Enrico di Borgogna                                                 | II Sibilla Enrico di Borgogna                                               |                                 |                                                                                         |                                                                                         |                                                            |                                                |                                                |                                             |                                             |                  |                  |            |            |                                      |                                      |
|                 |                                 |                                 |                                                                                            |                                                                                            |                                                                            |                                                                                  | | | |                                                     | | |                                        |                                                                               |                                                                               |                                                                             |                                 |                                                                                         |                                                                                         |                                                            |                                                |                                                |                                             |                                             |                  |                  |            |            |                                      |                                      |
|                 |                                 |                                 |                                                                                            |                                                                                            |                                                                            |                                                                                  | | | |                                                     | | |                                        |                                                                               |                                                                               |                                                                             |                                 |                                                                                         |                                                                                         |                                                            |                                                |                                                |                                             |                                             |                  |                  |            |            |                                      |                                      |
| I Berengario    | I Berengario                    | I Arnau                         | I Arnau                                                                                    | I Pietro Raimondo                                                                          | I Pietro Raimondo                                                          | III Raimondo Berengario, XIX conte di Barcellona (1054-1082) Matilde d'Altavilla | III Raimondo Berengario, XIX conte di Barcellona (1054-1082) Matilde d'Altavilla                                                | III Berengario Raimondo, XX conte di Barcellona (1054-1097)                                                                     | III Berengario Raimondo, XX conte di Barcellona (1054-1097)                                                                  | III Arnaldo Pietro                                  | III Arnaldo Pietro                                                                                          | III Agnese Ghigo, conte d'Albon                                                                             | III Agnese Ghigo, conte d'Albon        | III Sancha Guglielmo Raimondo, conte di Cerdagna                              | III Sancha Guglielmo Raimondo, conte di Cerdagna                              |                                                                             |                                 |                                                                                         |                                                                                         |                                                            |                                                |                                                |                                             |                                             |                  |                  |            |            |                                      |                                      |
|                 |                                 |                                 |                                                                                            |                                                                                            |                                                                            |                                                                                  | | | |                                                     | | |                                        |                                                                               |                                                                               |                                                                             |                                 |                                                                                         |                                                                                         |                                                            |                                                |                                                |                                             |                                             |                  |                  |            |            |                                      |                                      |
|                 |                                 |                                 |                                                                                            |                                                                                            |                                                                            |                                                                                  | | | |                                                     | | |                                        |                                                                               |                                                                               |                                                                             |                                 |                                                                                         |                                                                                         |                                                            |                                                |                                                |                                             |                                             |                  |                  |            |            |                                      |                                      |
|                 |                                 |                                 |                                                                                            | Almodis († 1140) Bernardo Amato, visconte di Cardona                                       | Almodis († 1140) Bernardo Amato, visconte di Cardona                       | Mafalda Arnaldo Guglielmo, visconte di Fenollet                                  | Mafalda Arnaldo Guglielmo, visconte di Fenollet                                                                                 | Raimondo Berengario, XXI conte di Barcellona (1082-1131) I Maria Díaz de Vivar, II Almodis de Mortain, III Dolce di Provenza    | Raimondo Berengario, XXI conte di Barcellona (1082-1131) I Maria Díaz de Vivar, II Almodis de Mortain, III Dolce di Provenza |                                                     | | |                                        |                                                                               |                                                                               |                                                                             |                                 |                                                                                         |                                                                                         |                                                            |                                                |                                                |                                             |                                             |                  |                  |            |            |                                      |                                      |
|                 |                                 |                                 |                                                                                            |                                                                                            |                                                                            |                                                                                  | | | |                                                     | | |                                        |                                                                               |                                                                               |                                                                             |                                 |                                                                                         |                                                                                         |                                                            |                                                |                                                |                                             |                                             |                  |                  |            |            |                                      |                                      |
|                 |                                 |                                 |                                                                                            |                                                                                            |                                                                            |                                                                                  | | | |                                                     | | |                                        |                                                                               |                                                                               |                                                                             |                                 |                                                                                         |                                                                                         |                                                            |                                                |                                                |                                             |                                             |                  |                  |            |            |                                      |                                      |
|                 | I Jimena Ruggero, conte di Foix | I Jimena Ruggero, conte di Foix | III Raimondo Berengario, XXII conte di Barcellona (1113-1162) Petronilla, regina d'Aragona | III Raimondo Berengario, XXII conte di Barcellona (1113-1162) Petronilla, regina d'Aragona | III Berengario Raimondo, conte di Provenza (1114-1144) Beatrice di Mauguio | III Berengario Raimondo, conte di Provenza (1114-1144) Beatrice di Mauguio       | III Bernardo | III Bernardo | III Berengaria (1116-1149) Alfonso VII di Castiglia                                                                          | III Berengaria (1116-1149) Alfonso VII di Castiglia | III Stefania (1118-1131) I Centulo, conte di Bigorre, II Raimondo, visconte di Dax                          | III Stefania (1118-1131) I Centulo, conte di Bigorre, II Raimondo, visconte di Dax                          | III Mafalda Guglielmo di Castelvecchio | III Mafalda Guglielmo di Castelvecchio                                        | III Almodis Ponce di Cervera, visconte di Bas                                 | III Almodis Ponce di Cervera, visconte di Bas                               |                                 |                                                                                         |                                                                                         |                                                            |                                                |                                                |                                             |                                             |                  |                  |            |            |                                      |                                      |
|                 |                                 |                                 |                                                                                            |                                                                                            |                                                                            |                                                                                  | | | |                                                     | | |                                        |                                                                               |                                                                               |                                                                             |                                 |                                                                                         |                                                                                         |                                                            |                                                |                                                |                                             |                                             |                  |                  |            |            |                                      |                                      |
|                 |                                 |                                 |                                                                                            |                                                                                            |                                                                            |                                                                                  | | | |                                                     | | |                                        |                                                                               |                                                                               |                                                                             |                                 |                                                                                         |                                                                                         |                                                            |                                                |                                                |                                             |                                             |                  |                  |            |            |                                      |                                      |
|                 |                                 |                                 | (II Casa d'Aragona)                                                                        | (II Casa d'Aragona)                                                                        | (con discendenza)                                                          | (con discendenza)                                                                | | | |                                                     | | |                                        |                                                                               |                                                                               |                                                                             |                                 |                                                                                         |                                                                                         |                                                            |                                                |                                                |                                             |                                             |                  |                  |            |            |                                      |                                      |